# Polyzonus latemaculatus
Polyzonus latemaculatus là một loài bọ cánh cứng trong họ Cerambycidae.